# Synagoga Abudarham w Gibraltarze
Synagoga Abudarham w Gibraltarze (hiszp. Esnoga Abudarham) – synagoga znajdująca się w Gibraltarze przy 19 Parliament Lane.
Synagogę utworzono w 1820 roku na użytek nowej fali żydowskich emigrantów z Maroka. W miejscu obecnej synagogi mieściły się w przeszłości loża wolnomularska, a następnie jesziwa rabina Salomona Abudarhama. W kwietniu 2000 roku dwóch obywateli Izraela próbowało ukraść z synagogi zabytkowe dzwony.